# Kvarndammen (Ludgo socken, Södermanland)
Kvarndammen är en sjö i Nyköpings kommun i Södermanland och ingår i Svärtaåns huvudavrinningsområde. Kvarndammen ligger i Likstammen-Torpesta kvarn Natura 2000-område. Sjöns area är 0,011 kvadratkilometer och den är belägen 41 meter över havet.